# Peugeot RC
Les Peugeot RC Pique et Carreau sont des concept car Peugeot présentés lors du Mondial de l'automobile de Paris en 2002. Ils sont présentés en version essence et diesel.